# Dicranomyia uinta
Dicranomyia uinta là một loài ruồi trong họ Limoniidae. Chúng phân bố ở miền Tân bắc.